# A Gun in His Hand
A Gun in His Hand és un curtmetratge de cinema negre estatunidenc del 1945 dirigit per Joseph Losey.

## Argument
Dennis Nordell va aprovar amb nota la seva formació com a policia. Fa equip amb alguns delinqüents i utilitza la placa i l’uniforme de policia per obtenir informació que, d'altra manera, seria difícil d'obtenir. Utilitza els coneixements adquirits amb la seva formació per cometre diverses incursions en campaments. El seu confident a la colla és un home anomenat Frankie. Així que el primer que fan és entrar al dipòsit d'una fàbrica de licors i sorprendre la policia no només per la naturalesa de l'agressió, sinó també pel seu aparent coneixement. Al cap d'una estona el diari informa amb un gran titular: “Tres entrades més al magatzem. Una banda misteriosa saqueja un magatzem i roba mercaderies per valor de 30.000 dòlars."Aquests robatoris ara es produeixen gairebé setmanalment, sempre abans s'activa una falsa alarma en diferents llocs, lluny dels llocs on opera la banda. La mercaderia robada es transporta en camions grans. Els diaris ara informen gairebé diàriament sobre la "colla del schnapps", com se'ls diu, que ara han saquejat 27 magatzems en quatre mesos.
Quan McGuiness, un oficial de policia veterà, ensopega accidentalment amb la banda durant una altra incursió i li demana a Nordell que s'aturi, ell l'enderroca. Ara la policia està convençuda que hi ha algú de les seves files, però no té proves. Ara s'està fent tot per trobar l'assassí del company. I al final, Nordell, que està traient una pista falsa per fer pagar el seu delicte a un altre, aconsegueix que l'enganxin a partir d'una petita errada: va passar per alt el fet que l'home a qui va culpar de l'assassinat de McGuiness li faltava una part del dit mig a la mà que li disparava.

## Repartiment
- Tom Trout: Dennis Nordell, agent de policia
- Richard Gaines: Dana, inspectora de policia
- Tony Caruso: Frankie
- Hugh Beaumont: graduat de l'Acadèmia de Policia
- William Challee: Snorky
- Robert Emmett O'Connor: McGuinnes, veterà oficial de policia
- Arthur Space: Calvin 'Whitey' Foster
- Harry Strang: R. C. Johnson, capità de policia
- William Tannen: Wilson, tècnic de laboratori
- Ray Teal: O'Neill, tinent de policia
- Charles C. Wilson: cap de policia
- Harry Wilson: antic germà de la presó

## Producció
La pel·lícula es va estrenar als Estats Units el 25 de setembre de 1945. El títol de la seva sèrie és: A Crime Does Not Pay Subject: A Gun in His Hand. A Itàlia es titulava Un'arma nella sua mano, a Polònia Bron w jego rece.

## Premi
Als Premis Oscar de 1946, Chester M. Franklin va ser nominat juntament amb Jerry Bresler per a un Oscar a la categoria "Millor curtmetratge”. Tanmateix, el trofeu va ser per a Gordon Hollingshead i la pel·lícula Star in the Night.